# Recuperando el Socialismo
Recuperando el Socialismo era un colectivo español formado por socialistas militantes y simpatizantes de Izquierda Unida, que se sienten herederos del socialismo histórico vinculado a Pablo Iglesias.
Se agrupan en torno a un manifiesto denominado Manifiesto para la Recuperación del socialismo, y busca la construcción de un espacio socialista en Izquierda Unida, como lo fue en su día el Partido de Acción Socialista (PASOC), uno de los partidos que participaron en la fundación de IU, ahora inactivo. El que fue presidente del PASOC, Andrés Cuevas, que militaba en IU, se adhirió a la iniciativa.
Aspiran a unir dentro de IU a todos los socialistas de izquierda, actualmente dispersos en la coalición o fuera de ésta (en el PSOE o en partidos minoritarios), para crear un gran referente estatal del socialismo de izquierdas, similar al alemán Die Linke, al francés Parti de Gauche, Partido Socialista de Holanda, o al PSUV.